# ヨナス・ヴィンゲゴー
ヨナス・ヴィンゲゴー・ハンセン（Jonas Vingegaard Hansen, 旧姓Rasmussen, 1996年12月10日 - ）はデンマークの自転車競技選手。オランダのUCIワールドチーム、チーム・ヴィスマ・リースアバイク所属。同世代で最高のクライマーの一人と評され、タデイ・ポガチャルとのライバル関係は史上最高のものの一つと考えられている。2022年と2023年のツール・ド・フランス優勝者。かつて水産加工場で働いていたことから、"fisherman"とあだ名されることがある。

## 経歴

### 初期
10歳で自転車を始めたが、体格が小さかったこともあり、ジュニア時代は目立った成績を残さなかった。ただし、ヒルクライム能力は若い頃から優れていたという。
2016年5月、19歳でデンマークのUCIコンチネンタルチーム、コロクイックと契約。同年9月、ツアー・オブ・チャイナIで総合2位。
2017年から2018年までデンマーク北部の水産加工場で働いていた。
2017年ツール・デュ・ロワール=エ=シェールで総合4位、新人賞を獲得。その後ツール・デ・フィヨルドで大腿骨を骨折し、シーズンを早期終了。
2018年3月チームコロクイックのトレーニングキャンプにおいて、スペインのコル・デ・ラテの登りの新記録を樹立した。同年デンマークで受けたテストで、最大酸素摂取量がデンマークの自転車選手の平均をはるかに上回ることを指摘された。

### 2019-2020
2019年2月、22歳でチーム・ユンボ・ヴィスマに加入。同年8月ツール・ド・ポローニュ第6ステージでUCIワールドツアーの区間初優勝。
2020年ブエルタ・ア・エスパーニャでグランツールデビュー。総合優勝したプリモシュ・ログリッチのアシストとして、初のグランツールを完走。

### 2021
UAEツアー第5ステージ区間優勝を皮切りに、セッティマーナ・インテルナツィオナーレ・ディ・コッピ・エ・バルタリ総合優勝、イツリア・バスク・カントリーでポガチャルを押さえ、チームメイトのログリッチに次いで総合2位、と好成績でスタート。活動休止したトム・デュムランの代わりとしてツール・ド・フランスのチームメンバーに指名された。
ツール・ド・フランスには前年度総合２位のログリッチのアシストとして参加したが、度重なる落車のため、ログリッチは第9ステージを前に棄権。第5ステージの個人タイムトライアルで3位に入り、総合でトップ10に入っていたヴィンゲゴーが総合争いに参加することになった。第11ステージでは、モン・ヴァントゥの登りでマイヨ・ジョーヌのポガチャルを脱落させ、頂上で約40秒の差をつけた。下りで追いつかれたものの、総合3位に浮上。無敵だったポガチャルを一介のアシスト選手が追い落としたことは、驚きをもって迎えられた。第17ステージでリチャル・カラパスを押さえたヴィンゲゴーは総合2位に浮上し、その後も2位を守った。ヴィンゲゴーはツール・ド・フランスで表彰台に上がった史上2人目のデンマーク人選手となった。

### 2022
2月にドローム・クラシックで優勝し、ワンデイレース初勝利。クリテリウム・デュ・ドーフィネでは、最終ステージでチームメイトのログリッチと手をつないでゴールし総合2位。
デンマークでスタートしたツール・ド・フランスには、ログリッチと共にユンボ・ヴィスマの共同エースとして参加。レース前に母国のチボリ公園で開かれたチームプレゼンテーションには１万人以上の観客が集まり、大歓声を受けたヴィンゲゴーは感動して涙ぐんだ。第5ステージではログリッチが落車によりタイムを失い、ヴィンゲゴーも機器トラブルで自転車を何度も乗り換え、あやうくタイムを失うところだったが、マイヨ・ジョーヌを着用していたチームメイトのワウト・ファン・アールトが助けに戻り、ほとんどタイムを失わなかった。第11ステージでは、ガリビエ峠でログリッチとヴィンゲゴーが交互にポガチャルにアタックを繰り返し、続いて1986年以来のツール・ド・フランス登場となった最後のグラノン峠の登りで、ヴィンゲゴーがアタックして独走、ツール・ド・フランスのステージ初優勝とマイヨ・ジョーヌを獲得し、ポガチャルに2分51秒の差をつけた。以後ヴィンゲゴーはマイヨ・ジョーヌを手放さなかった。第18ステージではスポーツマンシップの証として転倒したポガチャルを待ち、その後のオタカムの登りでポガチャルを破り、2度目のステージ優勝を果たした。ヴィンゲゴーは総合優勝と山岳賞を手に入れ、レース全体の最高平均速度の記録も樹立し、ツール・ド・フランスで優勝した史上2人目のデンマーク人選手となった。
数千人のデンマーク人が訪れたパリでの表彰式の後、ヴィンゲゴーは黄色に塗り直した専用機でデンマークに運ばれ、デンマーク領空では空軍のF-16戦闘機2機が護衛についた。空港からはオープンカーで市庁舎まで送られ、コペンハーゲン市庁舎前広場に集まった7万人の観衆に歓迎された。チボリ公園、翌日の地元グリンゴールでの歓迎会にも２万人以上の観衆が集まった。

### 2023

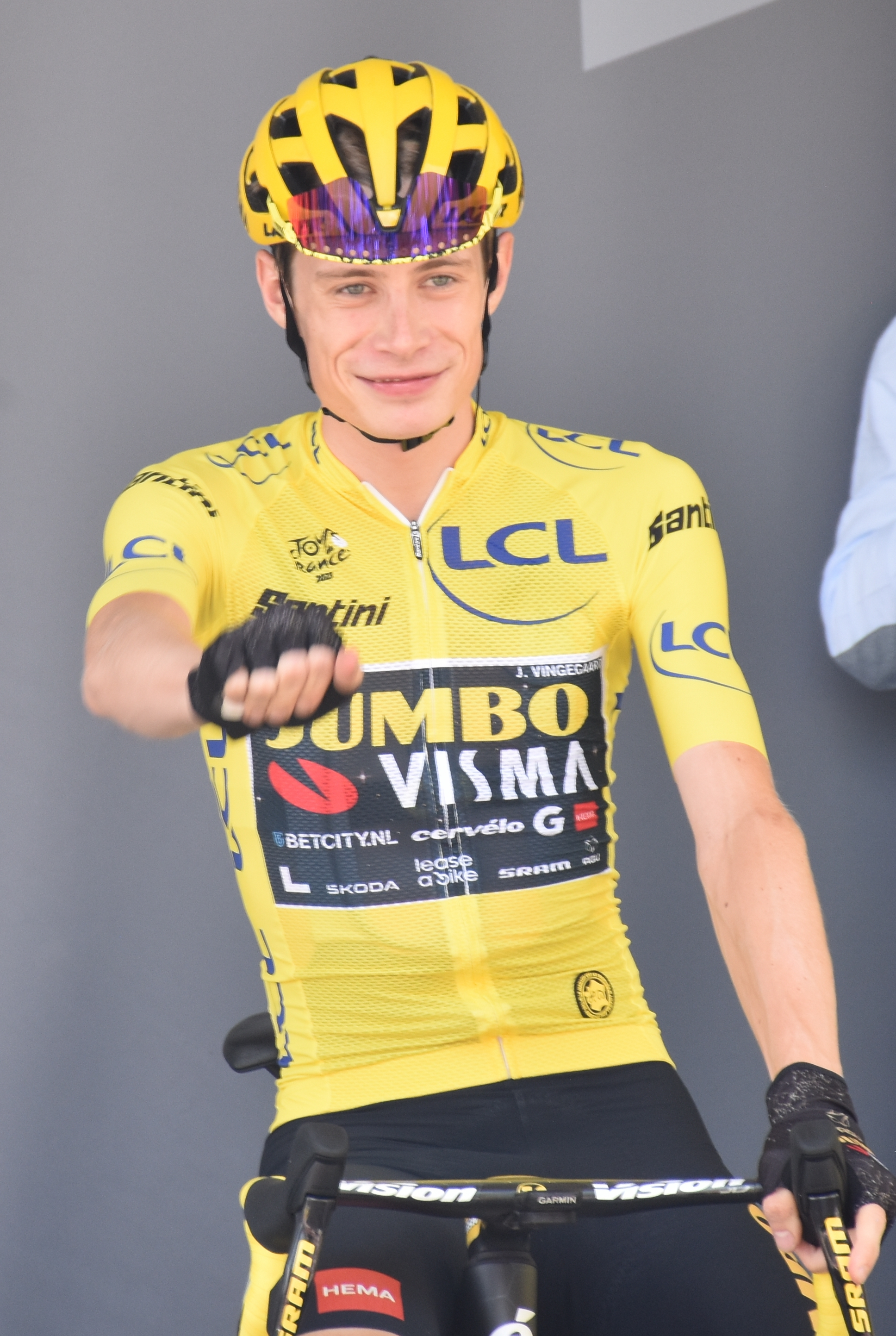
2023年ツール・ド・フランス

オ・グラン・カミーニョとイツリア・バスク・カントリーで総合優勝。6月のツール・ド・フランスの前哨戦、クリテリウム・デュ・ドーフィネでは2位のアダム・イェーツに2分以上の大差をつけて優勝した。ツール・ド・フランスでは、4月の手首の骨折から復帰したポガチャルに、第5ステージで1分4秒の差をつけた。第6ステージはポガチャルがステージ優勝、24秒差を縮められたが、ヴィンゲゴーはマイヨ・ジョーヌを手にした。続く山岳ステージで、ポガチャルはヴィンゲゴーのリードを少しずつ縮めていき、第13ステージ終了後には差は9秒になっていた。第16ステージの個人タイムトライアルで、まずポガチャルが暫定トップのファン・アールトに1分13秒差をつけてトップに立ったが、その直後、全ての中間チェックポイントで差をつけたヴィンゲゴーがポガチャルと1分38秒差のトップでゴールした。このタイムトライアルは、複数の解説者や専門家によって、史上最高かつ最も衝撃的な勝利と称されている。第17ステージではロズ峠でポガチャルが遅れ、ヴィンゲゴーと6分近く差がついた。このリードを守ったヴィンゲゴーは、2年連続でツール・ド・フランスの総合優勝を達成した。
続いてヴィンゲゴーはログリッチと共同エースとしてブエルタ・ア・エスパーニャに出場。娘フリーダの誕生日にツールマレー峠を登る第13ステージで区間優勝。第16ステージが始まる前、ツール・ド・フランスにもアシストとして出場したユンボ・ヴィスマ所属のナータン・ファン・ホーイドンクが、地元ベルギーで交通事故を起こし、病院に緊急搬送された。親友のために勝とうと思い出走したヴィンゲゴーは、優勝するゴール手前でチーム無線でナータンが意識を取り戻したことを知らされた。第13ステージからは、マイヨ・ロホを着用したチームメイトのセップ・クス、ログリッチ、ヴィンゲゴーと総合上位3人をユンボ・ヴィスマが占めていた。チームは自由に争うように指示し、第17ステージではアングリル峠でログリッチとヴィンゲゴーがアタックし、クスは遅れたが８秒差でマイヨ・ロホを守った。その後チームは現状の順位を維持することに決め、クスのアシストに廻ったヴィンゲゴーは総合２位となり、3位のログリッチと共にユンボ・ヴィスマは総合表彰台を独占した。また、これによりユンボ・ヴィスマは、史上初となる1シーズンで3つのグランツールすべてで優勝したチームとなった。
2023年、ヴィンゲゴーは6つのステージレースに出場し、4勝、2位1回、3位1回、ステージ優勝11回の成績をおさめ、2023年の年間最優秀選手賞ヴェロ・ドールを受賞した。

### 2024
オ・グラン・カミーニョとティレーノ～アドリアティコで総合優勝したヴィンゲゴーは、イツリア・バスク・カントリーに出場したが、4月4日第4ステージの下り坂で発生した集団落車で重傷を負った。この事故にはログリッチ、レムコ・エヴェネプール、ジェイ・ヴァインを含む複数の選手が巻き込まれ、ステージは中止となった。ヴィンゲゴーは救急車で病院に運ばれ、肋骨7本と胸骨、鎖骨、指の骨折、両肺の挫傷と気胸が判明した。33日後に屋外トレーニングを再開したヴィンゲゴーのツール・ド・フランスへの出場は長い間不透明とみられていたが、開幕1週間半前にチームはエントリーを発表した。

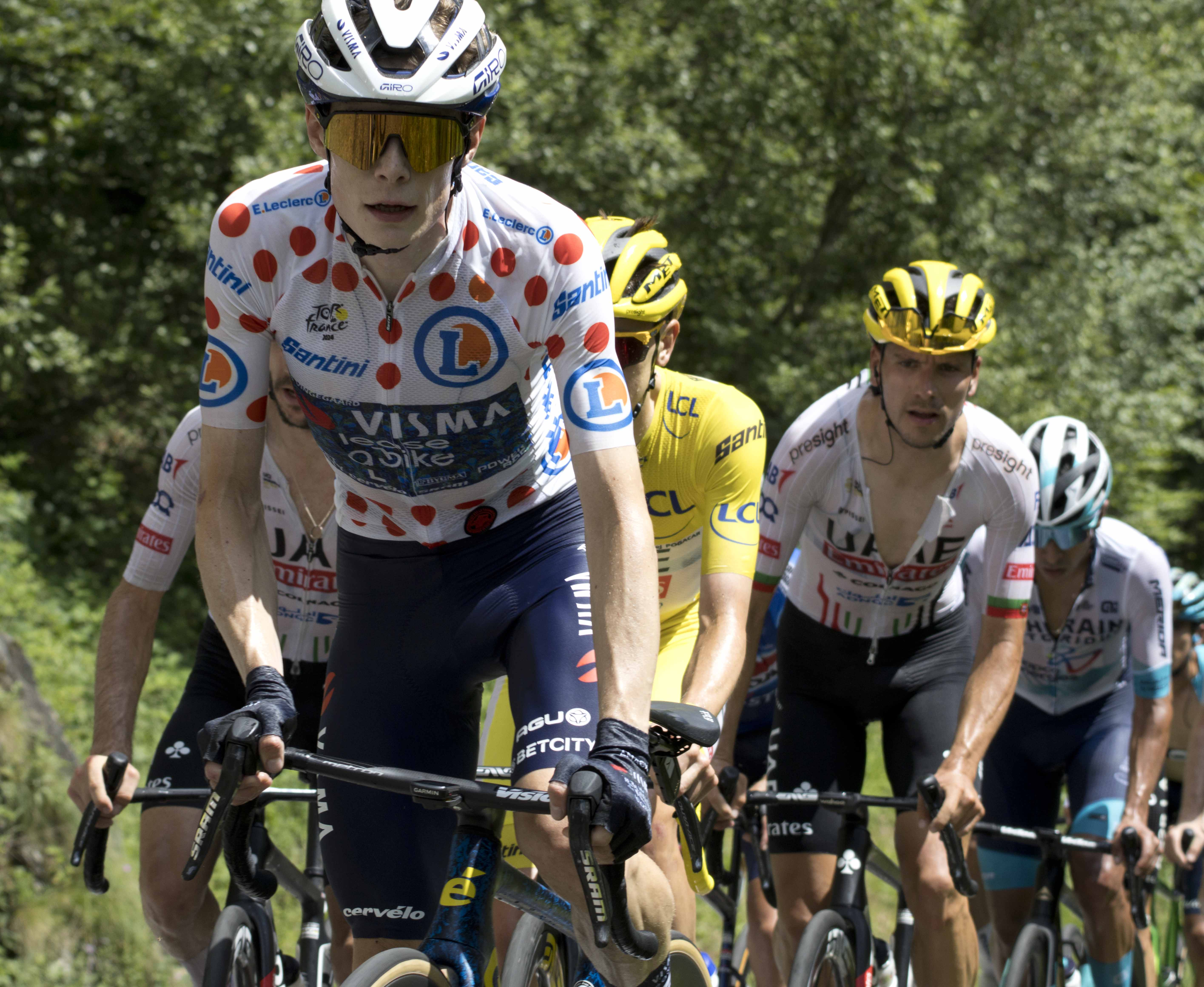
2024年ツール・ド・フランスにて　山岳賞ジャージを着用

事故から86日後、ヴィンゲゴーは4回目のツール・ド・フランスのスタートラインに立った。第11ステージでは、ポガチャルに一旦引き離された後、ペルテュ峠で追いつき、ゴールスプリントでポガチャルを制して、ツール・ド・フランス4回目のステージ優勝を果たした。その後の山岳ステージではポガチャルを追い抜くことはできなかったが、6分17秒差の総合２位でツール・ド・フランスを終えた。
8月にツール・ド・ポローニュで総合優勝したヴィンゲゴーは、シーズンを早期終了した。2024年のUCI男子ロードレース世界ランキング7位。

## 私生活
デンマーク、グリンゴール在住。クラウス・クリスチャン・ラスムッセンとカリーナ・ヴィンゲゴー・ラスムッセンの長男。姉が一人いる。
既婚。2024年にセカンドネームをラスムッセンからハンセンに改姓。2020年9月に長女フリーダ、2024年9月に長男が生まれている。妻トリーネ・マリー・ハンセン（1985年生まれ）とは、ヴィンゲゴーがチームコロクイック所属時に知り合った。当時妻はマーケティングマネージャーとしてコロクイック社に勤務していた。妻の母ローザ・キルデル・クリステンセンは、菓子やパン作りの料理コンテスト番組ブリティッシュ・ベイクオフのデンマーク版"Den store bagedyst"に2017年に参加したことで有名になった料理研究家。

## 主な成績
2016
ツアー・オブ・チャイナ1 総合2位
2018
ツール・ド・ラヴニール 区間優勝 (Stage 4・チーム・タイムトライアル)
2019
ツール・ド・ポローニュ 区間優勝 (Stage 6)
デンマーク・ルント 総合2位
ドイツ・ツアー 総合9位
2020
ツール・ド・ポローニュ 総合8位
ブエルタ・ア・エスパーニャ 総合46位
2021
セッティマーナ・インテルナツィオナーレ・ディ・コッピ・エ・バルタリ
 総合優勝
 ポイント賞
区間2勝 (Stages 2 & 4)
UAEツアー 区間優勝 (Stage 5)
イツリア・バスク・カントリー 総合2位
 新人賞
ツール・ド・フランス 総合2位
2022
ドローム・クラシック 優勝
クリテリウム・デュ・ドーフィネ 総合2位（第8ステージ優勝）
ツール・ド・フランス
 総合優勝
 山岳賞
区間2勝 (第11、18ステージ)
クロ・レース 区間優勝（第3、5ステージ）
2023
オ・グラン・カミーニョ
 総合優勝
 山岳賞
区間3勝 (第2、3ステージ、第4ステージ・個人タイムトライアル)
パリ〜ニース 区間優勝（第3ステージ・チームタイムトライアル）
イツリア・バスク・カントリー
 総合優勝
 ポイント賞
区間3勝 (第3、4、6ステージ)
クリテリウム・デュ・ドーフィネ
 総合優勝
区間2勝 (第5、7ステージ)
ツール・ド・フランス
 総合優勝
区間1勝（第16ステージ）
ブエルタ・ア・エスパーニャ
総合2位
区間2勝（第13、16ステージ）
2024
オ・グラン・カミーニョ
 総合優勝
 ポイント賞
 山岳賞
区間3勝 (第2、3、4ステージ)
ティレーノ〜アドリアティコ
 総合優勝
 山岳賞
区間2勝 (第5、6ステージ)
ツール・ド・フランス 総合2位（第11ステージ優勝）
ツール・ド・ポローニュ  総合優勝
2025
ヴォルタ・アン・アルガルヴェ  総合優勝（第5ステージ・個人タイムトライアル優勝）
パリ〜ニース 区間1勝（第3ステージ・TTT）
クリテリウム・デュ・ドーフィネ 総合2位
ツール・ド・フランス 総合2位
グランツールの総合成績
| グランツール               | 2020 | 2021 | 2022 | 2023 | 2024 | 2025 |
| -------------------------- | ---- | ---- | ---- | ---- | ---- | ---- |
| ジロ・デ・イタリア         | －   | －   | －   | －   | －   | －   |
| ツール・ド・フランス       | －   | 2    | 1    | 1    | 2    | 2    |
| ブエルタ・ア・エスパーニャ | 46   | －   | －   | 2    | －   | －   |